# Sonny Wade
Jesse « Sonny » Wade (né en 1947) est un joueur américain de football canadien. Il a joué toute sa carrière professionnelle avec les Alouettes de Montréal de la Ligue canadienne de football, et est surtout reconnu pour avoir été nommé trois fois joueur par excellence du match de la coupe Grey, un record partagé avec Doug Flutie. 

## Carrière
Né en Virginie, Sonny Wade a fréquenté la Martinsville High School dans sa ville natale, puis le collège Emory and Henry (en) où il connaît beaucoup de succès comme quart-arrière. Il est choisi en 1968 au sein de l'équipe d'étoiles AP Little All-America, une sélection de l'Associated Press réservée aux petits collèges.
En 1969, Wade est repêché par les Eagles de Philadelphie, mais il préfère accepter l'offre que lui font les Alouettes de Montréal de la Ligue canadienne de football. Dès sa première saison, Wade ravit à Carroll Williams le poste de quart-arrière partant et fait bonne figure malgré une saison de seulement deux victoires en 14 matchs. Il est également le botteur de dégagements des Alouettes. L'année suivante, l'équipe s'améliore et remporte sept matches. À la surprise de tous ils se qualifient pour le match de la coupe Grey, où ils battent les Stampeders de Calgary 23-10. Wade est choisi le joueur par excellence du match. 
En 1971 et 1972, le niveau de jeu de Sonny Wade est moins bon, même s'il reste le quart-arrière le plus employé par les Alouettes. À cause d'une blessure il ne joue qu'un match en 1973. Quand il revient l'année suivante, c'est à titre de substitut du jeune Jimmy Jones. Les Alouettes se rendent à la finale de la coupe Grey, et Wade est appelé en relève à Jones au début du deuxième quart. Il mène son club à la victoire pour remporter son deuxième titre de joueur par excellence du match. En 1975, Wade et Jones se partagent encore une fois la tâche de quart-arrière, et lors du match de la coupe Grey contre Edmonton, Wade est encore une fois appelé en relève à Jones avec succès. Cette fois cependant, les Alouettes perdent sur le dernier jeu du match.
En 1976 Jimmy Jones est échangé et Wade reprend le poste de quart-arrière régulier, secondé par le nouveau venu Joe Barnes. De plus, il est toujours le botteur de dégagements du club. Il connaît une saison en dents de scie, semblant incapable d'aligner deux bons matchs de suite.
La saison 1977 sera une des meilleures de l'histoire des Alouettes. Wade est substitut de Barnes, mais prend les commandes lorsque ce dernier est blessé. Il est blessé plus tard à son tour, mais est de retour pour le match de la coupe Grey, disputé au Stade olympique pour la première fois. Les Alouettes gagnent de façon décisive 41 à 6, et Wade est encore une fois le joueur offensif par excellence, avec trois passes de touché.
Sonny Wade entreprend la saison 1978 comme partant mais est blessé lors de son deuxième match. Les Alouettes accèdent à la finale de la coupe Grey pour la quatrième fois en cinq ans, et pour une dernière fois Wade est appelé en relève au poste de quart-arrière. Montréal passe bien proche de remporter la victoire, mais s'incline finalement 20 à 13. L'année suivante Wade part tenter sa chance avec les Eagles de Philadelphie de la NFL comme quart-arrière substitut et botteur de dégagements. Cependant il est blessé au camp d'entraînement et annonce sa retraite.

Malgré ses succès dans les matchs importants, les statistiques globales de Sonny Wade restent médiocres. Il  a lancé plus d'interceptions que de passes de touché, et son pourcentage de passes réussies est assez faible. Il détient le record de passes interceptées dans un match de la Ligue canadienne de football avec sept. Le journaliste sportif Réjean Tremblay a dit de lui: 
« ...Sonny Wade, que personne ne place dans sa liste personnelle des grands joueurs des Alouettes (...) Wade n'était pas spectaculaire, mais il avait du courage et du sang-froid comme 10. Quand les choses se corsaient, le grand Wade hissait son jeu d'un cran. »
— Réjean Tremblay, La Presse

## Trophées et honneurs
- Joueur par excellence du match de la coupe Grey de 1970[12].
- Joueur offensif par excellence du match de la coupe Grey de 1974[13].
- Joueur offensif par excellence du match de la coupe Grey de 1977[14].
- Élu au Virginia Sports Hall of Fame (en) en 1994.